# ألان ماكنزي
ألان ماكنزي (بالإنجليزية: Alan McKenzie)‏ هو كاتب بريطاني، ولد في القرن العشرين.

## وصلات خارجية
- الموقع الرسمي